# Orden für Kunst und Wissenschaft (Mecklenburg-Strelitz)

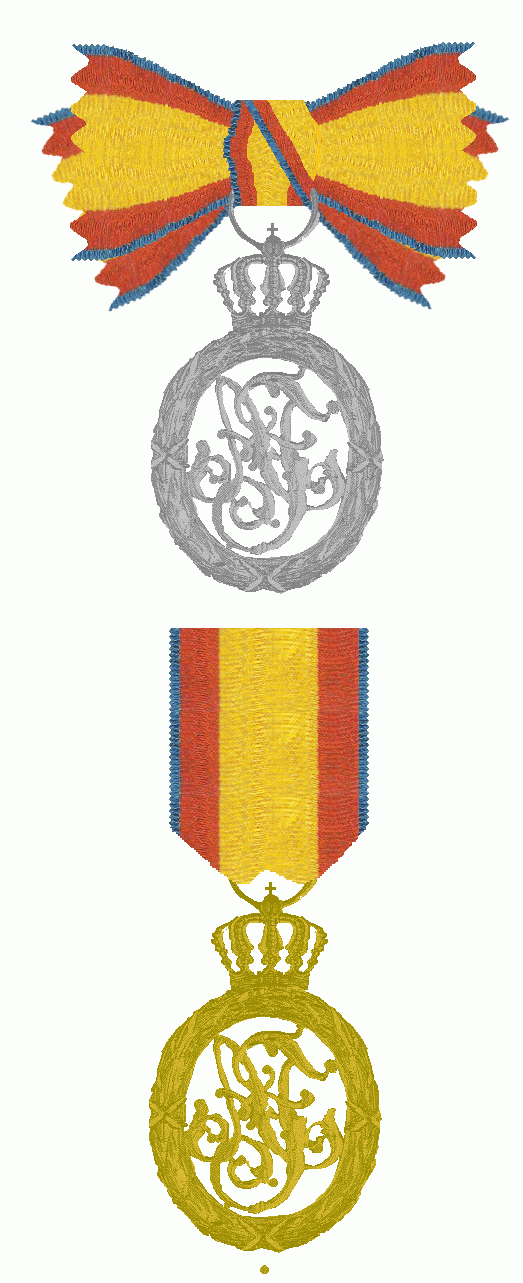
I. Klasse am Strick für Damen und II. Klasse für Herren

Der Orden für Kunst und Wissenschaft wurde am 11. November 1909 von Großherzog Adolf Friedrich V gestiftet. Er wurde bis Oktober 1916 in Gold (eigentlich Silber vergoldet) und Silber an 20 Künstler und Wissenschaftler verliehen.

## Inhaber
- William Büllner, in Hamburg 1912 in Gold
- James Kwast in Berlin 1912 in Gold
- Frieda Kwast-Hodapp, „Großherzöglich Hessische Kammer-Virtuosin“ 1912 in Gold
- Marcel Salzer in Berlin 1913 in Gold
- Hugo Walter, Theaterdirektor in Neustrelitz 1913 in Gold
- Kurt Frederich, „Herzöglich Sachsischer Kammersänger“ 1913 in Silber
- Sigrid Arnoldson, „Kammersängerin“ 1914 in Gold
- Friedrich Hauptmann, Dirigent 1914 in Silber
- Edwin Fischer, Pianist in Berlin-Friedenau 1915 in Silber
- Erika Wedekind, „Kammersängerin“ in Dresden 1915 in Gold
- Ferdinand Hummel, Dirigent in Berlin 1915 in Gold
- Frau Pabst-Krause, Opernsängerin 1915 in Silber
- Alfred Abel, Schauspieler in Berlin 1916 in Silber
- Erna Denera, „Kammersängerin“ in Berlin 1916 in Gold
- Kurt Frederich, „Herzöglich Sächsischer Kammersänger“ 1916 diesmal in Gold
- Frederik Friedmann, Regisseur in Berlin 1916 in Silber
- Kaufmann, Regisseur in Berlin 1916 in Silber
- Gustav Havemann, Königlich Sächsischer Erster Kapellmeister in Dresden 1916 in Gold
- Carl Adolf Martiensen, ein Klaviervirtuose in Leipzig 1916 in Silber
- Marie Götze, Kammersängerin in Berlin 1916 in Gold